# Bystrzyca (jezioro)
Jezioro Bystrzyca – jezioro w Polsce, w województwie wielkopolskim, w powiecie gnieźnieńskim, w granicach administracyjnych miasta Trzemeszno, na Pojezierzu Żnińsko-Mogileńskim. Należy do Gospodarstwa Rybackiego Łysinin.

## Dane morfometryczne
Zwierciadło wody położone jest na wysokości 98,8 metrów. Powierzchnia zwierciadła wody wynosi 10,12 ha.